# 阿斯科 (上科西嘉省)
阿斯科（法語：Asco，法語發音：[asko]）是法国上科西嘉省的一个市镇，属于科尔泰区。

## 地理
阿斯科（42°27'13"N, 9°1'57"E）面积122.81 平方千米，位于法国上科西嘉省，该省份位于科西嘉北部，后者为地中海西部的一座岛屿，也是法国的一个单一领土集体，位于法国大陆部分的东南面，意大利半島的西面，最临近的地块是撒丁岛。
与阿斯科接壤的市镇（或旧市镇、城区）包括：奥尔米-卡佩拉、阿尔贝塔切、卡伦扎纳、科尔夏、莫尔蒂福、瓦利卡。

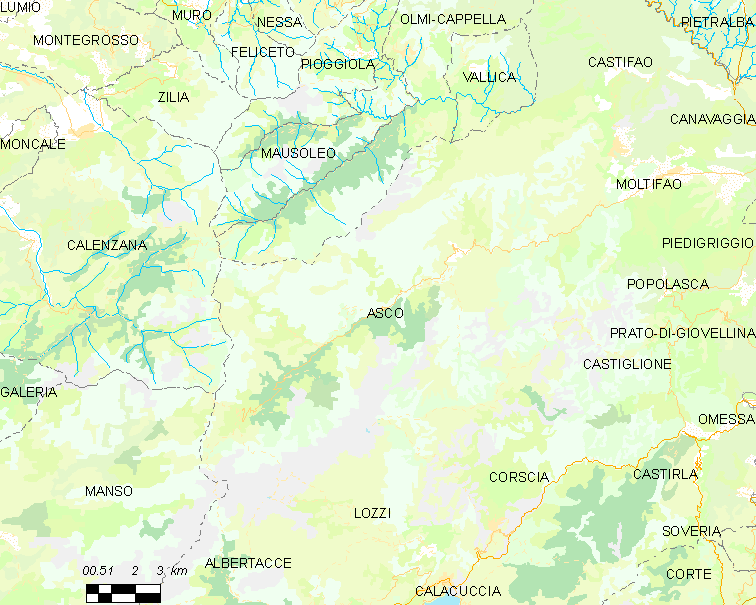
的OSM定位图

阿斯科的时区为UTC+01:00、UTC+02:00（夏令时）。

## 行政
阿斯科的邮政编码为20276，INSEE市镇编码为2B023。

## 政治
阿斯科所属的省级选区为戈洛-莫罗萨利亚县。

## 人口

1962-2008年间人口变化图示

阿斯科于2022年1月1日时的人口数量为116人。